# Izabela Kaniowska-Lewańska
Izabela Kaniowska-Lewańska (ur. 5 października 1908 w Tarnówce na Podolu, zm. 1994) – polska historyk literatury, pedagog.
Absolwentka Wydziału Humanistycznego Uniwersytetu Warszawskiego (studiowała w latach 1927–1935). Od roku 1936 działaczka Polonii w Stanach Zjednoczonych. Później zamieszkała we Francji, a przed wojną powróciła do Polski. Podczas okupacji niemieckiej była nauczycielką. Wstąpiła także wtedy w szeregi Armii Krajowej. Po wojnie pracowała w wydawnictwie "Nasza Księgarnia" i była redaktorką pisma "Płomień". Od roku 1976 – docent Uniwersytetu Warszawskiego. Twórczyni międzyuczelnianego zespołu badań literatury skierowanej do dzieci i młodzieży.

## Niektóre książki
- 1958 – "Szkółka dla dzieci" Ewarysta Estkowskiego
- 1964 – Twórczość dla dzieci i młodzieży Klementyny z Tańskich Hoffmanowej
- 1970 – Stanisław Jachowicz, życie i działalność
- 1973 – Literatura dla dzieci i młodzieży do roku 1864
- 1982 – Kultura literacka w przedszkolu